# فرودگاه منطقه‌ای ایسترن اریگن
فرودگاه منطقه‌ای ایسترن اریگن (به انگلیسی: Eastern Oregon Regional Airport) یک فرودگاه همگانی با کد یاتا PDT است که یک باند فرود آسفالت دارد و طول باند آن ۱۹۲۰ متر است. این فرودگاه در شهر پندلتن، اورگن کشور ایالات متحده آمریکا قرار دارد و در ارتفاع ۴۵۶٫۳ متری از سطح دریا واقع شده است.

## شرکت‌های هواپیمایی و مقصدهای پروازی

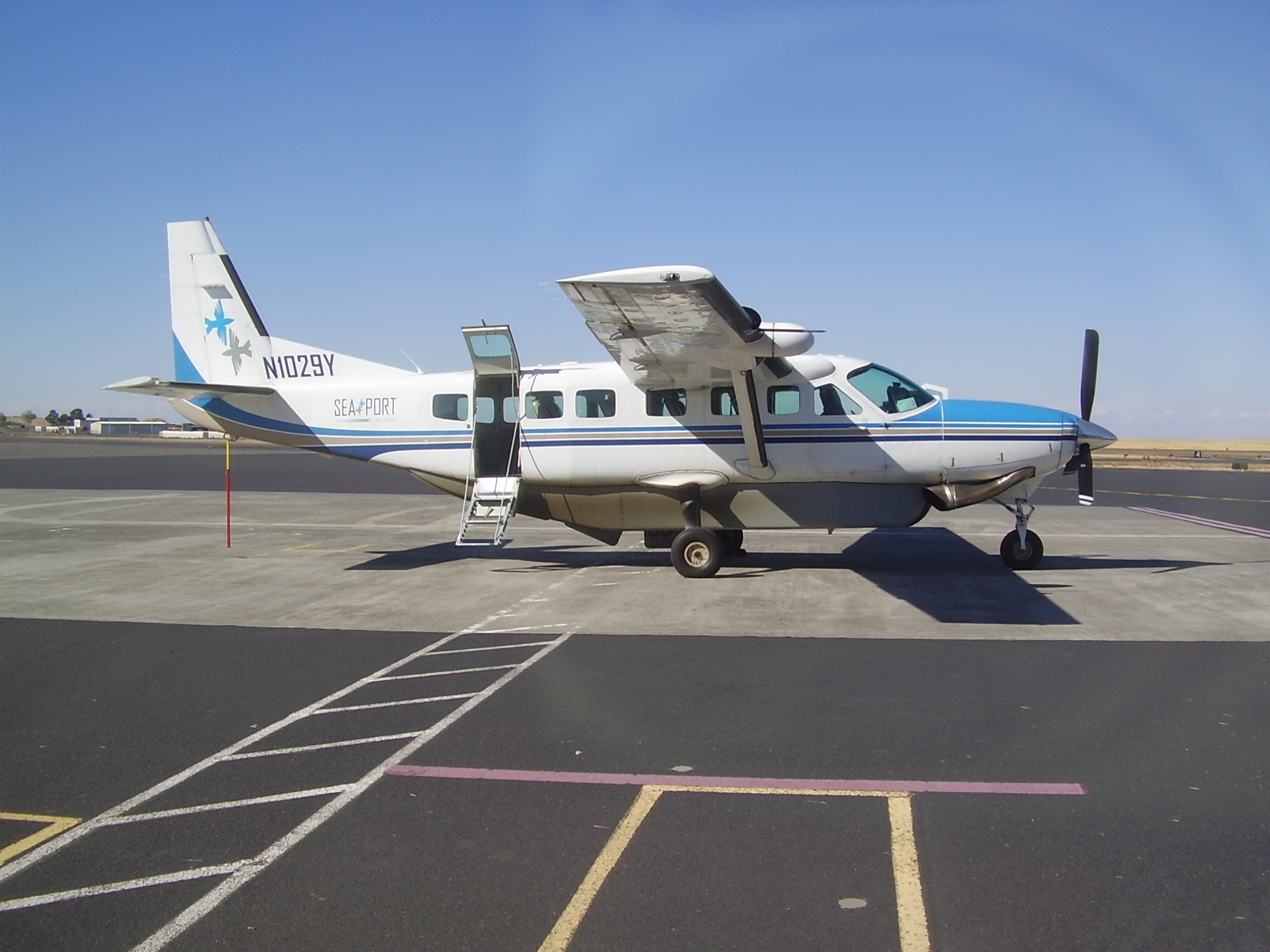
سسنا ۲۰۸ کاروان of SeaPort Airlines on the apron

On ۲۱ اکتبر ۲۰۰۸, SeaPort Airlines was awarded a two-year grant under the Essential Air Service (EAS) program to provide commercial service from پورتلند to Pendleton beginning ۱ دسامبر ۲۰۰۸, replacing the previous subsidized service by هوریزن ایر. SeaPort service continued to operate utilizing the سسنا ۲۰۸ کاروان turboprop aircraft, six days a week until ۲۰ سپتامبر ۲۰۱۶ when the airline ceased all service due to bankruptcy. بوتیک ایر was awarded a contract for 21 round-trips a week between Pendleton and Portland using Pilatus PC-12 aircraft, with the option to operate one service a day to سیاتل-تاکوما instead of Portland, from ۱ اکتبر ۲۰۱۶.  The contract is worth US$2.3 million and goes until the end of 2018.  Boutique Air has the option to operate trips from Pendleton to بویزی, but these will not be subsidised under the EAS.

### مسافری

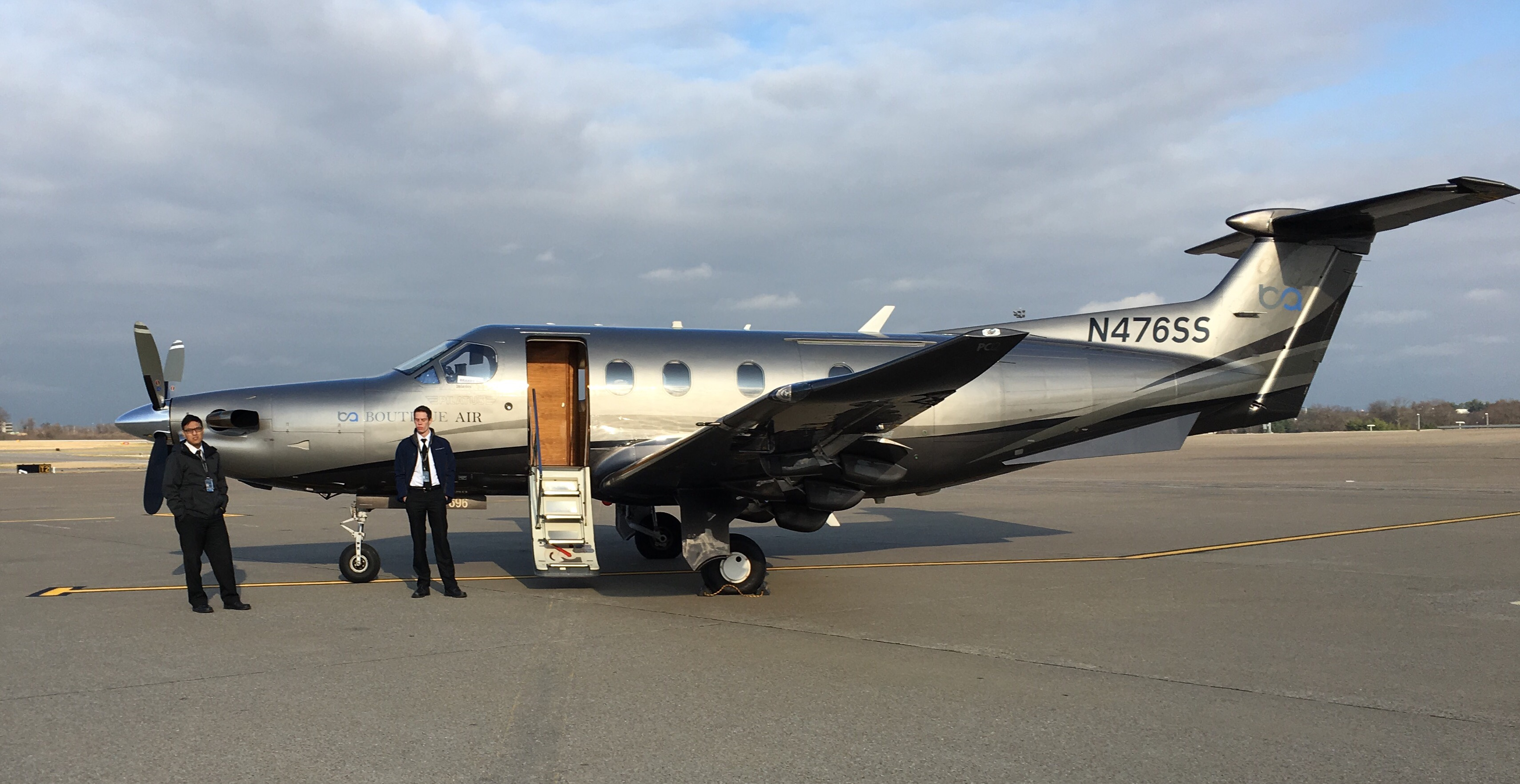
Pilatus PC-12 of بوتیک ایر

| شرکت‌های هواپیمایی | مقصدهای پروازی |
| ----------------- | -------------- |
| بوتیک ایر         | پورتلند        |

### باری
| شرکت‌های هواپیمایی | مقصدهای پروازی                 |
| ----------------- | ------------------------------ |
| Ameriflight       | پورتلند                        |
| فدکس اکسپرس       | شهرستان لا گراند/اونین، اسپوکن |